# This Is My Time (Ardian-Bujupi-Lied)
This Is My Time ist ein Lied von Ardian Bujupi. Es ist die erste Singleauskopplung aus dessen Album To the Top. Sie wurde am 11. November 2011, noch vor Veröffentlichung des Albums, über das Independent-Label FirstLoveMusic im deutschsprachigen Raum veröffentlicht.

## Veröffentlichung und Erscheinung
This Is My Time sollte ursprünglich Anfang August erscheinen. Jedoch verschob sich die Veröffentlichung aufgrund der Vertragsklauseln von Deutschland sucht den Superstar um drei Monate. Danach begann laut Bujupi eine längere Teamfindungsphase, bevor Vertragsverhandlungen mit Management und Plattenfirma beginnen konnten. Der Beat stammt vom Produzenten Rocko aus Mannheim, der auch große Teile des Lieds komponierte. Laut Bujupi handelte es sich dabei um eine Gemeinschaftsproduktion.
Die Single erschien am 11. November 2011, am gleichen Tag wie die Single seines ehemaligen Konkurrenten Pietro Lombardi von Deutschland sucht den Superstar. Dessen Single Goin’ to L.A. erreichte mit Platz 22 der deutschen Singlecharts jedoch einen höheren Einstieg. Am 30. November 2011 trat er mit dem Lied bei The Dome in Duisburg auf.
Auf der Single sind neben der Original-Version zusätzlich ein Club-Mix, eine Instrumental-Version und der Video-Edit enthalten.

## Musikvideo
Das Musikvideo zu This Is My Time entstand unter der finanziellen Beteiligung des Künstlers selbst, der einen Betrag von 15.000 Euro in den Dreh investiert haben soll. Die Videopremiere erfolgte auf den Internetseiten der Bravo am 27. Oktober 2011. Am gleichen Tag wurde das Video auch bei VIVA das erste Mal im Fernsehen gezeigt. Es wurde bei YouTube bis zum Erscheinen der Single rund 1,3 Millionen Mal angeklickt.

## Erfolg
Die Single stieg am 23. Dezember 2011 in den deutschen Charts auf Platz 40 ein und hielt sich dort drei Wochen. In den Schweizer Charts landete die Single auf Position 44, in Österreich erreichte sie Platz 69. Die Single blieb damit hinter allen Erwartungen zurück. Als Grund wurde angegeben, dass die Single in der Eröffnungswoche „in den Geschäften so schnell vergriffen war und man nur durch Vorbestellung ein Exemplar erstehen konnte.“ Jedoch stieg die Single auch eine Woche später nicht höher.